# Озёрки (Шипуновский район)
Озёрки — посёлок в Шипуновском районе Алтайского края. Входит в состав Ельцовского сельсовета.

## История
Основан в 1793 г. В 1928 году село Озёрки состояло из 192 хозяйств, основное население — русские. В административном отношении являлось центром Озерковского сельсовета Чарышского района Рубцовского округа Сибирского края..

## Население
| 1926 | 1997 | 1998 | 1999 | 2000 | 2001 |
| ---- | ---- | ---- | ---- | ---- | ---- |
| 1137 | ↘222 | ↗234 | ↘223 | ↘220 | ↘211 |
| 2002 | 2003 | 2004 | 2005 | 2006 | 2007 |
| ↘200 | ↘194 | ↘173 | ↘172 | ↘170 | ↘169 |
| 2008 | 2009 | 2010 | 2011 | 2012 | 2013 |
| ↘164 | ↘142 | ↘126 | ↗128 | ↘114 | ↘102 |

Национальный состав
Согласно результатам переписи 2002 года, в национальной структуре населения русские составляли 91 %.